# Gotha (Schiff, 1907)
Die Gotha des Norddeutschen Lloyd (NDL) war ein Kombischiff für den Dienst zur südamerikanischen Ostküste. Sie war das Typschiff dieser Baureihe von vier Schiffen.
Nach Maßgabe des Columbus-Abkommens vom August 1921 musste sie nicht ausgeliefert werden, sondern kehrte nach Überholung schon 1921 in den Südamerikadienst des NDL zurück. Ende Mai 1925 traf sie als erstes deutsches Passagierschiff nach dem Weltkrieg in Australien ein. Im Rahmen der Reduzierung des Schiffsparks in den frühen 1930er Jahren wurde die Gotha 1933 in Geestemünde verschrottet.

## Geschichte
Ab 1907 beschaffte der Norddeutsche Lloyd beim Bremer Vulkan für seinen Südamerika-Dienst neue Passagier- und Frachtdampfer mit wenigen Kabinenplätzen der II. Klasse und einer großen Zwischendeckskapazität für Auswanderer. Sie sollten vor allem die alten, zuletzt wieder zum Río de la Plata zum Einsatz gekommenen Dampfer der Städte-Klasse endgültig ersetzen.
Das Typschiff Gotha lief am 21. Oktober 1907 von Stapel, wurde am 27. November 1907 an den NDL ausgeliefert und startete schon drei Tage später zum Río de la Plata. Sie hatte eine Tragfähigkeit von 8200 tdw, war 135,94 m lang und 16,62 m breit. Angetrieben von einer Vierfach-Expansions-Dampfmaschine von 3300 PS lief das Schiff 12 kn und benötigte 102 Mann Besatzung. Das Schwesterschiff Giessen (6583 BRT) wurde 1908 abgeliefert und umgehend im La Plata-Dienst eingestellt. Wegen der schlechten Nachfrage nach Passageplätzen verzögerte sich die Abnahme des zweiten Schiffspaars.
1912 entschied sich der NDL, der inzwischen auch die beiden Nachbauten gekauft hatte, die Kabineneinrichtungen aller vier Schiffe zu modernisieren und zu vergrößern. Die beiden ersten hatten dann 50 Plätze II. Klasse, die beiden anderen sogar 65. Sie wurden neben den dreiklassigen Schiffen der Sierra-Klasse weiterhin im Südamerikadienst des NDL eingesetzt, der wieder besser ausgelastet war. Der Zulauf dieser Schiffe ermöglichte den Abzug von zwei Schiffen der Gotha-Klasse zum Brasilien-Dienst mit etwas anderer Linienführung. Die Gotha wurde zu einer derartigen Fahrt Ende 1913 herangezogen, 1914 war sie aber wieder im La Plata-Dienst.

### Kriegsschicksal
Die bei Kriegsausbruch 1914 in Buenos Aires befindliche Gotha wurde als Versorger des Kreuzergeschwaders ausgerüstet. Am 20. Februar lief sie unter Kapitän Hillmann mit 3000 t Kohlen und Maschinenersatzteilen aus Montevideo zu der der Falklandschlacht entkommenen Dresden aus. Sie sollte etwa am 5. März die Dresden im Pazifik treffen, was aber nicht gelang. (Die Dresden wurde am 14. März 1915 versenkt.) Die Gotha wurde dann am 20. März 1915 in Valparaíso interniert.
Nach dem Ende des Kriegs trat die Gotha am 13. Juli 1920 die Rückfahrt nach Deutschland an. Formell vom Reich enteignet, erfolgte keine Auslieferung, da das Schiff in das Columbus-Abkommen einbezogen wurde und beim NDL verblieb.

### Nachkriegseinsätze
Die Gotha wurde ab 1921 überholt und wieder im Südamerikadienst mit 60 Plätzen II. Klasse eingesetzt. Die erste Fahrt eines Passagierdampfers des NDL nach dem Krieg hatte allerdings der ehemalige Postdampfer Seydlitz durchgeführt. Neben der Gotha kamen dann als erste Neubauten die Kombischiffe Köln und Crefeld ab 1922 zum Einsatz. Ab 1923 folgten mit Weser und Werra und den Schiffen der neuen Sierra-Klasse Passagierschiff-Neubauten.
Ende Mai 1925 traf die Gotha als erstes deutsches Passagierschiff nach dem Weltkrieg in Australien ein. Statt geplanter 30 Passagiere hatte sie nur sechs an Bord, da es Schwierigkeiten mit der Einreiseerlaubnis gegeben hatte. Die Hinreise erfolgte über Südafrika, die Rückkehr nach Europa durch den Sues-Kanal. Auch die beiden folgenden Reisen machten durch blinde Passagiere, denen ein Einreise verweigert wurde, oder durch illegal zurückgebliebene Besatzungsangehörige mehr Schlagzeilen, als durch steigende Passagierzahlen. Die Aufnahme von Auswanderern war erst im Herbst 1926 geregelt, als erstmals die jetzt auch auf der Linie eingesetzte Crefeld die ersten 50 deutschen Auswanderer nach Australien brachte. Im Mai 1927 kehrte die Gotha von ihrer letzten Australienfahrt zurück und wurde dann wieder nach Südamerika eingesetzt.
Gegen Ende ihrer Dienstzeit wurde sie im Herbst 1931 auch über Havanna und Galveston nach Veracruz und Tampico eingesetzt. Im April 1932 wurde sie aufgelegt und 1933 dann als erstes Schiff der Klasse abgebrochen. Die Gotha war das einzige Schiff der Klasse, das nur im Dienst des NDL stand; ihre beiden 1917 in Brasilien beschlagnahmten Halbschwestern Eisenach und Coburg blieben noch bis weit nach dem Zweiten Weltkrieg als Santarem bzw. Pocone in Fahrt.